# Harvest (Neil Young-album)
A Harvest egy  Neil Young-album 1972-ből. Két hétig vezette a Billboard 200 listát, és két slágert hozott: az Old Man-t (31. hely a Billboard Hot 100-on) és a Heart of Gold-ot (1. hely a Billboard Hot 100-on). 1972 legeladottabb albuma lett, szerepel az 1001 lemez, amit hallanod kell, mielőtt meghalsz című könyvben.

## Az album dalai
| 1. | Out on the Weekend             | Neil Young | 4:34 |
| 2. | Harvest                        | Neil Young | 3:11 |
| 3. | A Man Needs a Maid             | Neil Young | 4:05 |
| 4. | Heart of Gold                  | Neil Young | 3:07 |
| 5. | Are You Ready for the Country? | Neil Young | 3:23 |

| 1. | Old Man                          | Neil Young | 3:24 |
| 2. | There's a World                  | Neil Young | 2:59 |
| 3. | Alabama                          | Neil Young | 4:02 |
| 4. | The Needle and the Damage Done   | Neil Young | 2:03 |
| 5. | Words (Between the Lines of Age) | Neil Young | 6:40 |

## Közreműködők
- Neil Young és a The Stray Gators:
  - Neil Young – gitár, zongora, szájharmonika, vokál
  - Ben Keith – pedal steel gitár
  - Kenny Buttrey – dob
  - Tim Drummond – basszusgitár
  - Jack Nitzsche – zongora, slide gitár
- John Harris – zongora
- Teddy Irwin – gitár
- James McMahon – zongora
- James Taylor – bendzsó-gitár, vokál
- David Crosby – vokál
- Graham Nash – vokál
- Linda Ronstadt – vokál
- Stephen Stills – vokál

## Külső hivatkozások
- Neil Young Album/CD reviews